# Armas Järnefelt
Edvard Armas Järnefelt est un compositeur et chef d'orchestre finlandais suédophone, né sujet de l'Empire russe et naturalisé suédois à l'âge de 40 ans ; né le 14 août 1869 à Vyborg (grand-duché de Finlande) (aujourd'hui en Russie) et mort le 23 juin 1958 à Stockholm.

## Biographie
Fils du général August Alexander Järnefelt et d'Elisabeth Järnefelt (née Clodt von Jürgensburg), ses frères et sœurs sont Kasper, Arvid, Erik, Ellida, Ellen, Hilja Sigrid et Aino. Cette dernière a épousé le compositeur Jean Sibelius, un ami très proche d'Armas Järnefelt et son beau-frère.
Il a étudié la musique avec Martin Wegelius (composition) et Ferruccio Busoni (piano) à Helsinki, puis à Berlin, et avec Jules Massenet à Paris. Il fut chef de chant à l'opéra de Magdebourg et à l'opéra de Düsseldorf (1897). Il dirige ensuite l'orchestre de Vyborg de 1898 à 1903.
À partir de 1905, il travaille en Suède. Il obtient la nationalité suédoise en 1909. Il dirige l'orchestre de l'Opéra royal de Stockholm (Kungliga Hovkapellet, 1905-1906 et 1907-1932), l'Institut de Musique (1906-1907) et l'opéra d'Helsinki (1932-1936)
Armas Järnefelt a introduit les opéras de Richard Wagner en Finlande en les dirigeant à de nombreuses reprises.
La première épouse de Armas Järnefelt fut la soprano Maikki Järnefelt entre 1893 et 1908, et sa seconde épouse fut la chanteuse d'opéra Olivia Edström à partir de 1910.

## Œuvres principales
- Pièces pour piano
- Poèmes symphoniques Korsholm (1894), Forsfärden (1919)
- environ 50 mélodies
- 12 cantates
- Musique de scène pour les Oiseaux d'Aristophane, créée à Stockholm en 1926